# Ratpenat frugívor de Java
El ratpenat frugívor de Java (Megaerops kusnotoi) és una espècie de ratpenat de la família dels pteropòdids. És endèmic d'Indonèsia. El seu hàbitat són els boscos perennes tropicals de l'estatge montà. Està amenaçat per la destrucció d'hàbitat.